# Martyr
Martyr este o piesă a formației britanice Depeche Mode. Piesa a apărut pe albumul The Best Of, Volume 1, în 2006.

## Musicains
1. David Gahan - lead vocals

2. Martin Gore - chitară

3. Andrew Fletcher - keyboard

4. Peter Gordeno - keyboard

5. Christian Eigner - drums